# Río Miragualai
El río Miragualai es un curso natural de agua que fluye con dirección oeste hasta desembocar en el golfo de Corcovado, frente al extremo sur de la isla de Chiloé, en la Región de Los Lagos de Chile.

## Trayecto
El río nace en las faldas suroeste del volcán Yanteles.

## Historia
Luis Risopatrón lo describe en su Diccionario Jeográfico de Chile de 1924:
Miragualai (Rio) 43° 34' 72° 55'. Es de poca importancia i se vácia en la costa E del golfo del Corcovado, hacia el NW del cerro de aquel nombre. 1, XXXI, carta 159; Mirahualai en 1, VIII, p. 149; i Yeli erróneamente en 156.